# Dalaguete
Dalaguete est une municipalité de la province de Cebu, au sud-est de l'île de Cebu, aux Philippines.

## Généralités
Elle est entourée des municipalités de Alcoy au sud, Argao au nord, Badian à l'ouest, et du détroit de Cebu (reliant la mer de Bohol et la mer des Camotes) à l'est.
Elle est administrativement constituée de 33 barangays (quartiers/districts/villages) :
- Ablayan
- Babayongan
- Balud
- Banhigan
- Bulak
- Caliongan
- Caleriohan
- Casay
- Catolohan
- Cawayan
- Consolacion
- Coro
- Dugyan
- Dumalan
- Jolomaynon
- Lanao
- Langkas
- Lumbang
- Malones
- Maloray
- Mananggal
- Manlapay
- Mantalongon
- Nalhub
- Obo
- Obong
- Panas
- Poblacion
- Sacsac
- Tapun
- Tuba
- Salug
- Tabon

Sa population en 2019 est d'environ 75 000 habitants.